# Thorunna speciosus
Thorunna speciosus is een zeenaaktslak die behoort tot de familie van de Chromodorididae. Deze slak komt enkel voor langs de kust van New South Wales in Australië.
De slak is violet gekleurd, met een oranje mantelrand. De kieuwen en de rinoforen zijn oranje tot geel gekleurd. De kop van de slak is geel. Ze wordt, als ze volwassen is, zo'n 8 mm lang. Ze voeden zich met sponzen.